# Dendromyza salomonia
Dendromyza salomonia är en tvåhjärtbladig växtart som beskrevs av Danser. Dendromyza salomonia ingår i släktet Dendromyza och familjen Amphorogynaceae. Inga underarter finns listade i Catalogue of Life.